# Trận Hà Tây (366 TCN–330 TCN)
Trận Hà Tây lần thứ hai (chữ Hán: 河西之戰, Hán Việt: Hà Tây chi chiến) là trận chiến diễn ra vào thời Chiến Quốc, từ năm 366 TCN đến 330 TCN giữa nước Ngụy và nước Tần trong lịch sử Trung Quốc, diễn ra ở Hà Tây, Trung Quốc.

## Bối cảnh và nguyên nhân

### Sơ lược về cuộc chiến lần thứ nhất
Sau khi cùng hai họ Hàn, Triệu chiếm được thực quyền ở nước Tấn, họ Ngụy ra sức củng cố thế lực của mình, trở thành quốc gia hùng mạnh nhất ở Trung Nguyên. Năm 403 TCN, Chu Uy Liệt vương chính thức phong cho ba họ Hàn, Triệu, Ngụy làm chư hầu, mở ra thời Chiến Quốc trong lịch sử Trung Quốc.
Trong khi đó, nước Tần nằm tại ở phía Tây Trung Nguyên, từ sau đời Tần Lệ công, nội loạn liên tiếp phát sinh, cộng thêm họa ngoại xâm nên thế lực ngày một suy yếu. Do vậy, mặc dù giáp ranh với Sở và Ngụy, nhưng không tham gia được vào các hội minh ở trung nguyên và bị các nước coi là Di Địch.
Hà Tây là vùng đất chiến lược quan trọng của nước Tần, con đường để tiến quân vào Trung Nguyên, do vậy luôn bị nước Ngụy dòm ngó và hay đem quân xâm chiếm. Sau trận chiến Hà Tây lần thứ nhất diễn ra từ 419 TCN đến 408 TCN, toàn bộ đất Hà Tây lọt vào tay nước Ngụy.
Những năm tiếp theo, Tần và Ngụy liên tục xảy ra xung đột. Một mặt, nước Tần muốn giành lại vùng đất Hà Tây để mở đường thông với Trung Nguyên, trong khi đó nước Ngụy muốn tiếp tục khuếch trương thế lực về phía Tây. Nhiều trận chiến giữa hai nước đã nổ ra nhưng chỉ với quy mô nhỏ và không đáng kể.

### Nước Tần chuẩn bị chiến tranh
Năm 384 TCN, nước Ngụy cho xây thành ở ba vùng Lạc Âm, An Ấp và Vương Viên để củng cố phòng thủ. Tuy nhiên, sau đó, do nước Triệu xâm nhập vào nước Vệ, thuộc quốc của Ngụy, nên Ngụy phải điều động bớt quân lực cùng nước Tề chi viện cho Vệ. Nước Triệu lại cầu cứu nước Sở. Năm nước chư hầu bước vào cuộc chiến kéo dài suốt bốn năm, do đó việc phòng thủ ở phía Tây nước Ngụy có phần không vững chắc.
Trong khi đó ở nước Tần, sau nhiều năm biến động, cuối cùng năm 385 TCN đã bước vào ổn định với việc Tần Hiến công lên ngôi. Tần Hiến công ra sức củng cố thế lực, dời đô từ đất Ung sang Hàm Dương, yên định lại đất nước và chuẩn bị xuất quân chiếm lại Hà Tây.

## Diễn biến

### Thời Tần Hiến công

#### Chiến dịch Lạc Âm
Năm 366 TCN, Ngụy Huệ vương liên minh với nước Hàn tấn công nước Tần, xây thành tại Vũ Thành để chuẩn bị tiến về phía đông, tiêu diệt nước Tần. Tuy nhiên quân Tần có sự chuẩn bị từ trước, cho quân phản kích, đánh bại liên quân Ngụy-Hàn ở Lạc Âm, nắm lại quyền chủ động trên chiến trường.

#### Chiến dịch Thạch Môn Sơn
Năm 364 TCN, Tần Hiến công đích thân dẫn quân tiến vào lãnh thổ nước Ngụy, vượt qua Hà Tây, đến tận Hà Đông, giao chiến với quân nước Ngụy ở Thạch Môn Sơn. Quân Tần nhanh chóng đánh bại quân Ngụy, chém 6 vạn thủ cấp quân Ngụy. Trước tình thế nguy khốn, nước Ngụy cầu cứu nước Triệu. Quân Triệu kéo đến hợp binh với Ngụy, buộc quân Tần rút lui.
Mặc dù không đạt được mục đích, song trận thắng ở Thạch Môn Sơn cũng góp phần làm nâng cao uy thế của nước Tần. Cùng năm 364 TCN, Chu Hiển vương sai sứ đến chúc mừng vua Tần thắng trận, phong làm bá chủ.

#### Chiến dịch Thiếu Lương
Năm 363 TCN, Tần Hiến công lại đem quân đánh nước Ngụy, nhưng quân Ngụy có quân Triệu giúp sức, nên quân Tần phải rút lui.
Sang năm 362 TCN, nước Ngụy xảy ra xung đột với Hàn, Triệu. Hai bên giao tranh tại Quái Thủy. Tần Hiến công nhân cơ hội đó, sai thứ trưởng Quốc đánh Thiếu Lương của nước Ngụy, đánh bại quân Ngụy, bắt sống tướng Công Tôn Tọa, chiếm lĩnh được Phồn Bàng.
Sau khi Tần Hiếu công lên ngôi, nước Tần ra sức thu hút nhân tài, mời được người tài là Thương Ưởng, tiến hành biến pháp, làm thay đổi nhanh chóng bộ mặt quốc gia. Khi thế lực hùng mạnh, quân Tần bắt đầu kế hoạch chiếm lại Hà Tây.
Trong khi đó kinh đô nước Ngụy nằm ở vùng An Ấp, ba mặt bị các nước Hàn, Triệu, Tần bao vây, gây khó khăn cho việc phòng thủ. Tháng 4 năm 361 TCN, Ngụy Huệ vương thiên đô đến vùng Đại Lương, sai Long Giả trùng tu Trường Thành ở Hà Tây để ngăn chặn bước tiến của quân nước Tần.

### Thời Tần Hiếu công

#### Chiến dịch Nguyên Lý
Sau khi thiên đô, nước Ngụy bắt đầu chấn chỉnh quân đội, cho quân phòng thủ nhằm ngăn chặn sự tấn công của các nước chư hầu lớn khác, và uy hiếp các chư hầu nhỏ phục tùng mình.
Năm 354 TCN, nhân nước Ngụy giao chiến với nước Triệu, nước Tề, quân nước Tần thừa cơ đánh nước Ngụy, tiến vào Trường Thành ở Hà Tây, đánh bại quân Ngụy ở cứ điểm quan trọng là Nguyên Lý, giết 7000 quân nước Ngụy và chiếm Thiếu Lương. Nhân cơ hội đó, quân Tần tiến sang nước Hàn, chiếm Thượng Chỉ, An Lăng, Sơn Thị, bắt đầu tiếp cận Tam Tấn.

#### Chiến dịch An Ấp, Cố Dương
Năm 352 TCN, Tần Hiếu công cử Thương Ưởng đem quân chủ lực tiến đến sông Hoàng Hà, vượt Hà Tây vào Hà Đông, chiếm lĩnh kinh đô cũ của nước Ngụy là An Ấp. Năm sau, Thương Ưởng lại đem quân đánh nước Ngụy, giành được yếu điểm Cố Dương ở Thượng Quân.
Sau khi yên ổn biên giới với Hàn, Triệu, quân Ngụy tập trung binh lực phản công quân Tần, giành lại An Ấp, Thiếu Lương và bao vây Cố Dương. Trước tình hình đó, năm 350 TCN, Tần Hiếu công đành phải đến hội minh với Ngụy Huệ vương, xin trả lại toàn bộ Hà Tây cho nước Ngụy. Ngụy Huệ vương sai trùng tu trường thành ở phia Đông Cố Dương để ngăn chặn quân nước Tần, tạo liên hệ giữa Hà Đông với Đại Lương.

#### Thương Ưởng lừa bắt Ngụy Ngang
Năm 344 TCN, Ngụy Huệ vương hội 12 nước chư hầu ở Phùng Trạch, sai sứ xin Chu Hiển Vương cho mình đem quân đánh nước Tần. Thương Ưởng đề nghị nên tôn vua Ngụy làm vương để nước Ngụy lui binh nhưng Tần Hiếu công không đồng ý, chỉ ra lệnh tập trung phòng thủ. Sau đó Thương Ưởng đến gặp vua Ngụy, đề nghị ra lệnh Hàn, Tống, Lỗ hội minh, tranh thủ sự đồng ý của Tần, Yên để"tiến hành vương lễ, sau sẽ đánh Tề, Sở". Sau không rõ vì sao nước Ngụy không xưng vương ngay, nhưng mưu đồ chuyển hướng tấn công của Ngụy sang Tề, Sở của Tần đã thành công.
Năm 341 TCN, quân nước Tần nhân nước Ngụy vừa thất bại trước nước Tề ở Mã Lăng, đem quân đánh Ngụy. Năm sau, Thương Ưởng tâu với Tần Hiếu công, xin đánh Hà Tây để mở đường tiến lên Trung Nguyên khống chế chư hầu. Tần Hiếu công nghe theo, phong cho Thương Ưởng làm tướng, đem quân đánh Hà Tây của nước Ngụy, sau đó kéo đến Hà Đông.
Ngụy Huệ vương sai em là công tử Ngang đưa quân đón đánh. Hai bên gặp nhau ở Ngô Thành. Thương Ưởng dùng kế đưa thư cho công tử Ngang, mời đến giảng hòa, Công tử Ngang cho là phải, đến hội thề với Vệ Ưởng. Vệ Ưởng sai võ sĩ mai phục, khi hội họp ăn thề xong, uống rượu, thì sai võ sĩ xông bắt công tử Ngang, rồi đánh bại quân Ngụy, đem Ngang về Tần.
Quân Ngụy bị quân Tần đánh cho thảm bại. Ngụy Huệ vương đành phải xin cắt đất Hà Tây để quân Tần rút lui.

#### Chiến dịch Ngạn Môn
Mặc dù đã có ước hẹn, nhưng Ngụy Huệ vương vẫn chần chừ không chịu giao đất Hà Tây. Do đó năm 338 TCN, Tần Hiếu công lại đem quân đánh nước Ngụy, đánh bại quân Ngụy ở Ngạn Môn, bắt sống tướng Ngụy Thác.

### Tần chiếm Hà Tây
Sau khi thi hành biến pháp, quốc lực nước Tần phát triển lớn mạnh, chuẩn bị tiến ra Trung Nguyên, trong khi đó nước Ngụy vẫn giữ đất Hà Tây không giao nộp. Năm 333 TCN, Tần Huệ Văn vương phong cho người nước Ngụy là Tê Thủ (tức Công Tôn Diễn) làm Đại Lương tạo, đem binh đánh Ngụy. Năm 332 TCN, Ngụy Huệ vương đành phải giao đất Âm Tấn cho Tần để lấy lòng.
Tuy nhiên không bao lâu sau, Công Tôn Diễn lại đem quân đánh Ngụy, chiếm đất Điêu Âm thuộc Thượng Quận của Ngụy. Tướng nước Ngụy là Long Giả đem quân nghênh chiến, hai bên cầm cự nhau suốt ba năm (332 TCN - 330 TCN). Cuối cùng, năm 330 TCN, quân Tần đánh bại quân Ngụy, chém đầu 4 vạn quân Ngụy, bắt sống Long Giả làm tù binh, phá hết toàn bộ các căn cứ phòng thủ của Ngụy ở Hà Tây và Thượng Quận. Ngụy Huệ vương kinh sợ, phải cắt toàn bộ Hà Tây giao cho nước Tần.

## Kết quả và ý nghĩa
Trận chiến Hà Tây lần thứ hai kết thúc sau 36 năm giằng co với chiến thắng hoàn toàn thuộc về nước Tần. Chiến thắng này mở ra bước ngoặt mới cho nước Tần, thông con đường từ phía tây tiến vào Trung Nguyên. Những năm tiếp theo, quân nước Tần thừa cơ liên tiếp công kích nước Ngụy, lần lượt hạ Tiêu Thành, Khúc Ốc, Phần Âm, Bồ Dương, khống chế toàn bộ vùng đất phía Tây sông Hoàng Hà. Từ đó, thế lực nước Tần phát triển ngày càng lớn mạnh, tiến lên Trung Nguyên, uy hiếp các nước, tạo tiền đề cho việc thống nhất Trung Quốc hơn 100 năm sau.